# Карун
Кару́н — найповноводніша і єдина судноплавна річка Ірану. Витоки знаходяться на горі Зард-кух, що є на хребті Загрос, ліва притока р. Шатт-ель-Араб. Отримує багато приток, таких як Дез і Кухранг, перед проходженням через столицю провінції Хузестан, місто Ахваз.
Карун прямує в бік Перської затоки, розгалужуючись на два провідні гирла: Бахманшир і Хаффар, що впадають у Шатт-аль-Араб (Арвандроду за перською). Важливий острів Абадан розташований між цими двома гирлами Каруну.
За біблійною традицією, Карун ототожнюють з Фісон, однією з чотирьох річок Едему. Інші є Тигр, Євфрат і Керхе (" Гіхон" за біблійною традицією). На початку класичних часів, Карун був відомий як Пастігріс. Середньовічна і сучасна назва, Каруну, є перекручена назва, Кухранг, що є однією з провідних приток. 

## Перебіг
Бере початок у горах Загрос західного Ірану, на висоті 4548 м, гора Зард-кух. Річка тече на південь і на захід через кілька гірських хребтів, і має декілька приток — Ванак на півдні і Базуфт вище за течією від ГЕС Карун-4. За 25 км, що займає водосховище Карун-3 збудована ГЕС Карун-3. Херсан впадає у затоку водосховища з південного сходу. Проходячи водосховище Карун тече через вузьку ущелину, в північно-західному напрямку, повз Ізе, зрештою повертаючи на рівнину Суссан. Карун потім повертає на північ через водосховище Карун-1 до греблі Карун-1, що опоганюють повені річки на південний захід. Карун тече через водосховище Карун-2 на південний захід до греблі Карун-2, потім повертає на північний захід. Нарешті, він залишає передгір'я і тече на південь до Шуштару і приймає притоку Дез. Потім має закрут на південний захід і далі ділить навпіл місто Ахваз, після прямує на південь через сільгоспугіддя до її гирла у Шатт-ель-Араб в Хорремшехрі, де річище, разом з тим із Тигром і Євфратом, різко повертає на південний захід і впадає в Перську затоку

## Гідрологія
Найбільша річка Ірану, Карун має сточище 65230 км². Річка має 950 км завдовжки, середня витрата 575 м³/сек. Найбільше місто на річці Ахваз, з більш ніж 1,3 млн. жителів. Інші важливі міста — Шуштер, Хорремшехр (порт), Месджеде-Солейман і Ізе.
Велика частина транспорту Хузестану пов'язана в тій чи іншій мірі з Каруном. Оскільки британці вперше виявили нафту у Месджеде-Солейман, Карун став важливим маршрутом для транспортування нафти до Перської затоки, і залишається важливим торговельним водним шляхом. Вода з Карун забезпечує зрошення понад 280 000 га навколишніх рівнин, а ще 100 000 га планується зрошувати

## Історія
Долина річки Карун була однією з колисок Еламської цивілізації, яка виникла приблизно 2700 р. до Р.Х., пізніше месопотамські цивілізації, такі як Ур і Вавилон захопили сточище Каруна в сучасному Хузестані. Тим не менш, Еламська імперія існувала близько до 640 до Р.Х., коли ассирійці захопили його. Місто Сузи , недалеко від сучасного міста Шуша між річками Дез і Керхе, було одним з найбільших, перш ніж було зруйновано загарбниками

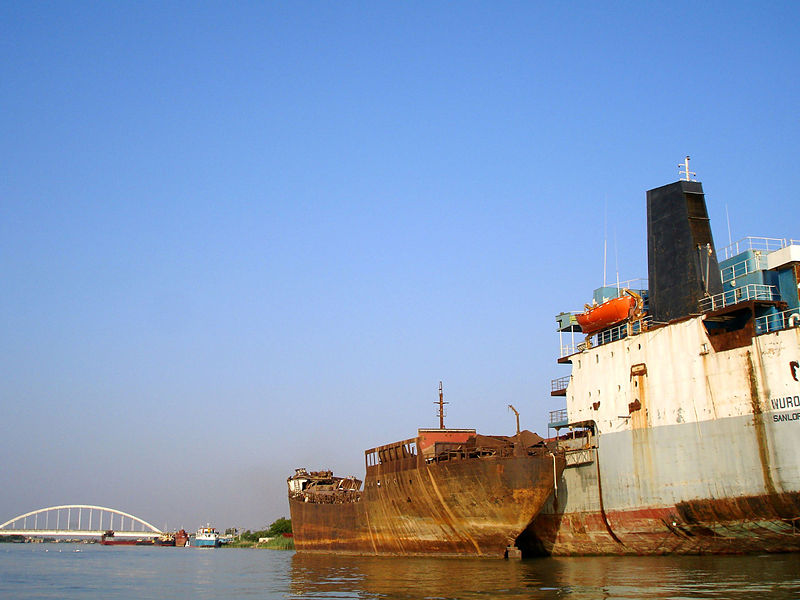
Покинуте судно і міст через Карун в Хорремшехрі

Перший відомий капітальний міст через річку був побудований римськими полоненими, разом з їх імператором Валеріаном, звідки і назва моста і греблі Банд-е Кайсар, «Цезарська гребля» біля міста Шуштар (ІІІ століття по Р.Х.).

## Греблі
Існує ціла низка гребель на річці Карун, в основному побудованих для виробництва гідроелектроенергії і забезпечення боротьби з повенями . Це Готванд, Месджеде-Солейман, Карун-1, Карун-3 і Карун-4 , що належать Iran Water and Power Resources Development Co, всі знаходяться на головному річищі. Карун-2 можливо буде розташовано на Шушанській долині між Шахід Аббаспур і Карун-3, проте це може призвести до затоплення археологічних пам'яток, цей проект все ще знаходиться в стадії розгляду Карун-5 можливо буде розташована вгору за течією від греблі Карун-4 Месджеде-Солейман ГЕС Шахід Аббаспур  ГЕС, і Карун-3 ГЕС кожна генерує 1000-2000 МВт потужності для обслуговування піку навантаження електромережі Ірану, і після завершення будівництва ГЕС Карун-4 також буде генерувати 1000 МВт. Є також багато гребель на притоках річки — Дез, Рудбар-Лорестан (діючі), Херсан-3, Бахтіарі (у стадії будівництва),  Херсан-1, Херсан-2, Залакі, Ліро, Базофт тощо (у стадії проектування). Греблі на Каруні потребували переселення тисячі жителів.